# 托倫斯
托倫斯是美國加利福尼亞州洛杉磯縣西南部的一個城市，西南臨太平洋。面積53.2平方公里，2006年人口142,350人。
1912年10月24日建鎮，1921年5月21日建市。